# Oude Beursplein

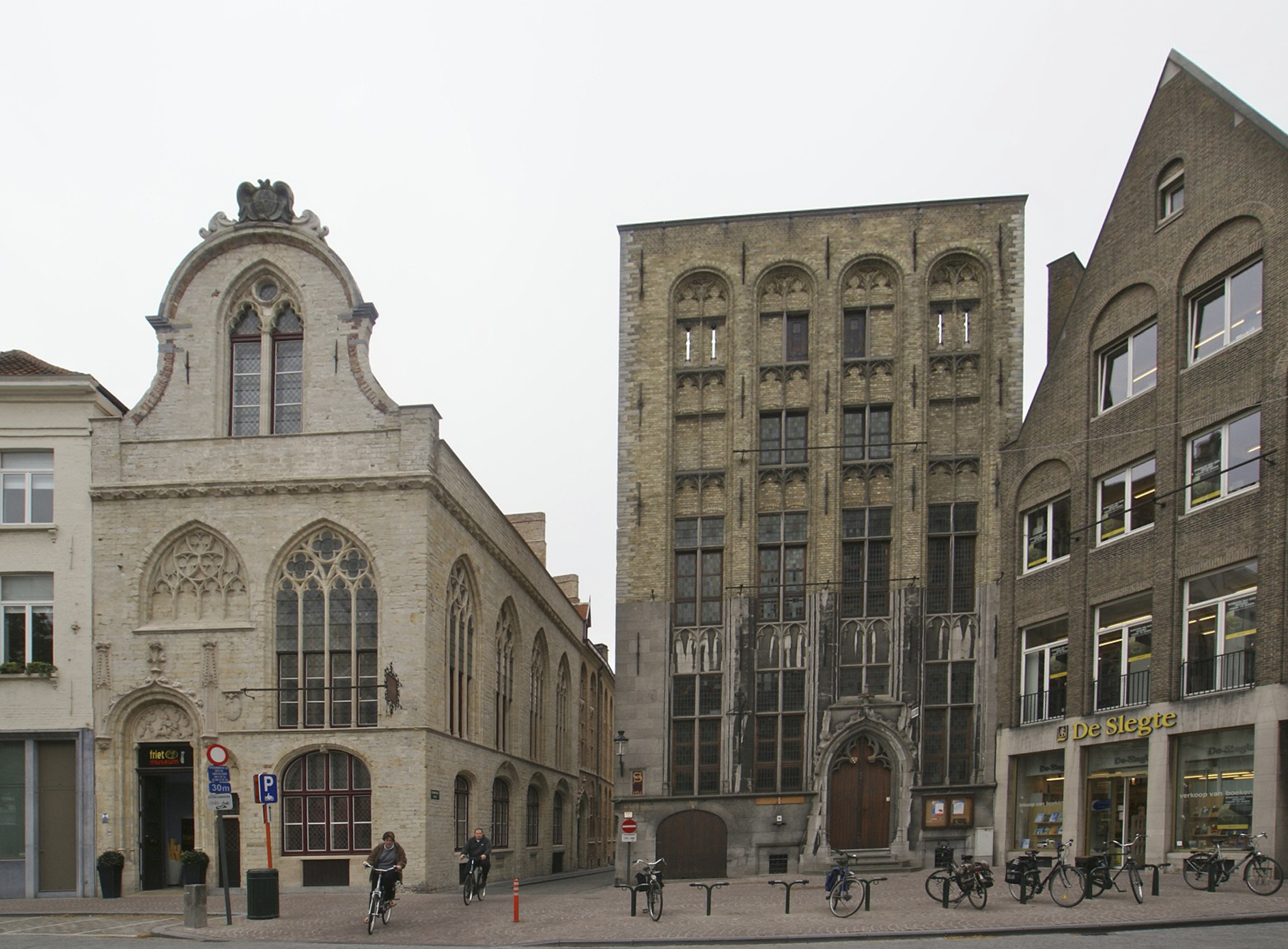
Huis Ter Beurze, met links het huis van de Genovezen en rechts de plek waar het huis van de Venetianen stond

Het oude Beursplein in het centrum van Brugge is een voormalig plein dat gelegen was aan het kruispunt van de huidige Vlamingstraat met de Grauwwerkersstraat en de Academiestraat. In de late middeleeuwen was hier het financiële centrum van de stad. Uit die tijd zijn nog de Saaihalle, het Huis Ter Beurze en de Florentijnse loge bewaard. Thans maakt het vroegere plein deel uit van de Vlamingstraat.

## In de middeleeuwen

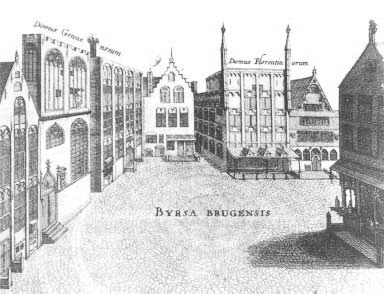
De Byrsa Brugensis zoals afgebeeld door Sanderus, met de Genuese Loge (2e van links), "Ter Beurze" (3e van links - bemerk het ooievaarsnest), "Ter Ouder Beurze" (trapgevel) en de Florentijnse Loge (met de torentjes).

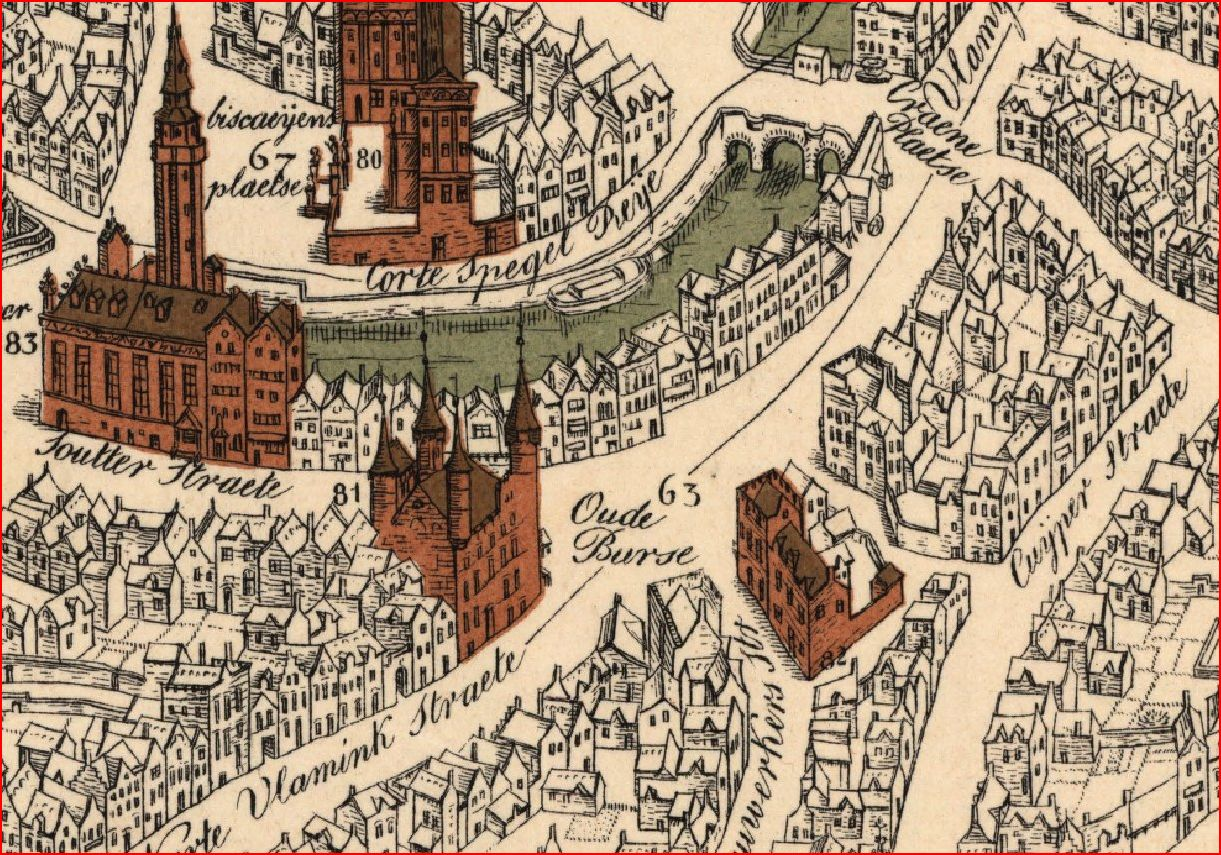
De "Oude Burse" zoals weergegeven op de kaart van Marcus Gerards (1562). De "Genuesche loge" (nr. 82) en de "Florentinsche loge" (nr. 81) zijn in de legende geïdentificeerd. Het noorden bevindt zich links onder.

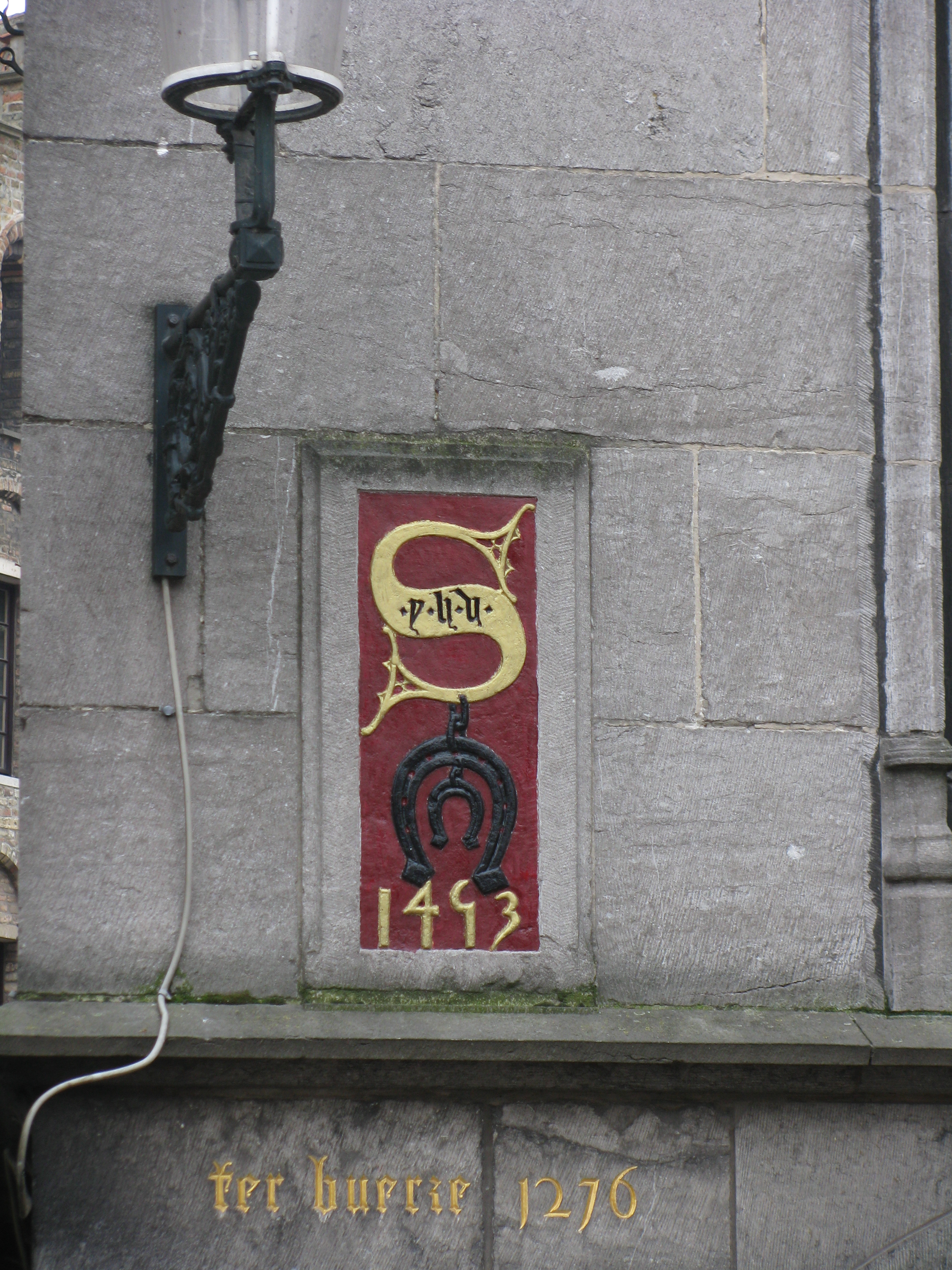
Ter Buerze

Het plein is genoemd naar de familie Van der Buerse, die vanaf het midden van de 13e eeuw een handelszaak en herberg aan dit plein uitbaatte. Het huis Ter Ouder Beurse was rond 1285 gebouwd door Robbrecht van der Buerse. Het nieuwe huis Ter Buerze werd er in 1453 naast gebouwd in opdracht van Jacob van der Buerse.
Naast de herbergen waren op het plein ook vertegenwoordigingen gevestigd van enkele belangrijke Italiaanse naties (Venetië, Genua, Firenze). Het toenmalige uitzicht van het plein is gekend dankzij een plaat uit Flandria Illustrata van Antonius Sanderus (1641). De plaat toont het oude Beursplein met de drie natiehuizen (elk op een straathoek) als een praalstoet van hoge schermgevels (hoger dan het achterliggende zadeldak). Voorts zijn ook een specerijhandel, een wijntapperij en een huis met uithangbord Hertsberghe afgebeeld. Sanderus noemt het plein bij zijn gelatiniseerde naam Byrsa Brugensis.

### Beurshandel
Vanaf de 14e eeuw was de gewoonte ontstaan onder Italiaanse en andere kooplieden om hier samen te komen voor de handel in wisselbrieven, in aanwezigheid van de lokale makelaars. Dagelijks kwamen de koersen van de wissels die zij op hun vaderland trokken tot stand, rekening houdend met de plaats van uitgifte en bestemming, het tijdsverloop tussen deze operaties en de conversie tussen deviezen. Zo ontwikkelde zich de eerste beurshandel.
Informatie over de lokale economische conjunctuur en de toestand van de buitenlandse markten werd uitgewisseld. In 1370 werden in Brugge op geregelde tijdstippen de wisselkoersen op verschillende steden genoteerd (lokale munten waren de pond groten en de schilden). De Brugse vertegenwoordigers van de Toscaanse handelaar Francesco di Marco Datini hielden hem stipt op de hoogte van de prijsquoteringen.
De beurshandel vond plaats op het plein zelf en niet in een gebouw, maar verschillende huizen aan het plein hadden afdaken waar beschutting kon worden gezocht tegen het weer. De gang van zaken op het plein werd strak geleid. De handel werd geopend en gesloten met klokgelui. Op de voor de beurs vastgestelde uren (waarschijnlijk een voor- en een namiddagsessie) hielden de stedelijke ordediensten (scaerewetters) toezicht. Bedelaars werden geweerd uit deze buurt ten tyden ende hueren dat de cooplieden ghecostumeirt zyn daer te vergaderene. In de stadsrekeningen van 1335 is ook een bedrag terug te vinden dat aan de baljuw werd betaald om de beurs te bewaken.
Voor het overige is er weinig bekend over de precieze werking van de beurs, aangezien de handelsgebruiken die haar omringden nooit op schrift zijn gesteld. De handelsbeurs mag overigens niet verward worden met deze van de geldwisselaars, die zich ophielden voor het Belfort en later aan de Waterhalle.
Vanaf het eind van de vijftiende eeuw nam de betekenis van Brugge als internationaal knooppunt af. Antwerpen nam de rol als handelscentrum van Brugge over en ging zelf een beurs organiseren: eerst in de oude Beurs en vanaf 1531 in de Nieuwe Beurs. De inspiratie van het Brugse voorbeeld kon niet alleen worden ontwaard in de overgenomen benaming, maar ook in de ligging op een kruispunt, de openings- en sluitingstijden...

#### Etymologie
Het woord "beurs" bestond in Oudgrieks als βύρσα (bursa), een gevilde huid of een lap leer. Waarschijnlijk hadden de Grieken dit uit een vreemde taal overgenomen. Hetzelfde woord gebruikten zij voor "wijnzak". Deze betekenis evolueerde als bursa in het Middellatijn tot "buidel", "geldbuidel", "kas" en "fonds". Vanaf de 12e eeuw kende men de bursarius, een beheerder van een fonds. Een beurs als studiebeurs is 13e-eeuws, een studietoelage betaald uit de opbrengst van een beursfonds. In het Frans werd het woord "bourse" in 1399 gebruikt voor een toelage, en in die betekenis verscheen het woord niet veel later ook in het Nederlands.
De hotelier of herbergier had een belangrijk aandeel in de totstandkoming van de financiële transacties als makelaar tussen geïnteresseerde partijen. Robert van der Buerse I was tot 1320 de eerste hotelier-makelaar. De naam van de familie is in Brugge gedocumenteerd van 1257 tot 1457. Gedurende vijf generaties speelde zij ook sociaal en politiek een grote rol in de stad.
In het wapen van de familie Van der Buerse stonden drie geldbuidels. Dit wapen stond gebeeldhouwd in het fronton van een van de huizen. Zo kwamen de kooplieden op de uitdrukking "ter beurze gaan" en het woord "Beursplein".

### Natiehuizen
Vlak bij het huis Van der Buerse verrezen de natiehuizen van de kooplieden van Genua, Venetië en Firenze, waar de handelaren 's ochtends bijeen kwamen om informatie uit te wisselen en zaken te doen. Ze dienden ook als opslagplaats voor handelswaar.
De Venetianen, die permanent aanwezig waren vanaf de eerste decennia van de 14de eeuw, huurden vanaf 1397 het huis "Ter Ouder Beurse" als loge. In datzelfde jaar richtten de Genuezen, die in 1395 een handelsverdrag hadden afgesloten met Filips de Stoute, hun consulaat op in de onmiddellijke omgeving van de Venetiaanse Loge. Ook de Florentijnse loge vestigden zich in de jaren 1420 aan dit plein (te onderscheiden van de Medicibank onder leiding van Tommaso Portinari in het Hof Bladelin). Ook de Catalanen waren op het Beursplein vertegenwoordigd.

### Het perroen
De strijd tussen Karel de Stoute en koning Lodewijk XI liet sporen na op het oude Beursplein. De stad Luik, die op aansporen van de Franse koning in opstand was gekomen tijdens de onderhandeling van het Verdrag van Péronne, werd door Karel de Stoute zwaar bestraft en geplunderd. Het symbool van de Luikse privileges, macht en rechtsgebied, het Perroen, werd als opperste vernedering weggehaald uit Luik en overgebracht naar het Brugse Beursplein.
Het kwam in december 1467 te Brugge aan en werd in januari 1468 midden het plein geplaatst, op een sokkel van Ecaussinessteen. Het Perron bleef er staan tot het, na de dood van Karel de Stoute, door Maria van Bourgondië, als bezegeling van een nieuw gesloten vrede, in juni 1478 aan de Luikenaars werd gerestitueerd.

## In de nieuwe tijd

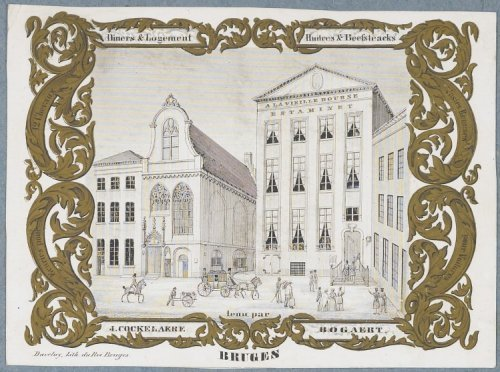
Het oude Beursplein in 1845 (porseleinkaart Daveluy)

### Ter Beurze
Tot in de 16e eeuw werd er herberg gehouden in het huis Ter Beurze. Het was vanaf 1483 opeenvolgend eigendom van de lakenhandelaar Jacob Gheerolf, en van de Spaanse handelaars Pedro de Salamanca, Alonso de Santagadea en Antonio de Saldaigne. In 1624 kwam het in het bezit van stadsgeneesheer Mathias Rhodius en in 1663 van Maximiliaan Sproncholf en zijn vrouw Isabelle Carrée, een succesvol handelaar in tabak en textiel. Hij bezat eigendomsaandelen in vier schepen.
Tussen 1673 en 1684 was de eigenaar Mathias de la Porte en daarna Louis D'Huyvetter. Door erfenis werd stadsthesaurier Charles De Blauwe de eigenaar, die er zelf niet woonde maar het verhuurde. In 1750 verkocht zijn weduwe het huis aan tabakshandelaar Jan Magis. In 1763 werd de Rijselse textielhandelaar Lambert de Ronquier de eigenaar en zijn dochters bleven dat tot begin 19de eeuw. In deze periode werd de gevel in klassieke stijl verbouwd.
Een eeuw lang bleef het huis gebruikt als café-restaurant. Begin 20ste eeuw werd het de Brugse zetel van de bank Crédit Anversois en kort na de Tweede Wereldoorlog van de Bank van Roeselare. In opdracht van deze bank werd in 1947 een ingrijpende restauratie uitgevoerd, met reconstructie van de oorspronkelijke gevels. Architect Jos Priem baseerde zich hiervoor op de gravure in het werk van Sanderus.
In 2006 werd het gebouw de zetel van de VBRO, die er zijn radiostudio's installeerde.
Het historische pand staat op het adres Vlamingstraat 35.

### Gewijzigde rooilijnen
De plattegrond van het oude beursplein is enigszins gewijzigd tegenover de middeleeuwse situatie. In 1848 werd de Vlamingstraat verbreed en naar aanleiding van de sanering van het Theaterkwartier werd in 1864 het volledige bouwblok tussen de Kuipers- en Vlamingstraat gesloopt. Hierdoor verloor het Beursplein zijn gesloten karakter en heeft het ook geen eigen straatnaam meer.